# Aporinellus sexmaculatus
Aporinellus sexmaculatus — вид дорожных ос (Pompilidae).

## Распространение
Северная Африка и Европа: Австрия, Албания, Бельгия, Великобритания, Германия, Испания, Италия, Португалия, Россия, Словакия, Чехия, Швейцария.

## Описание
Охотятся и откладывают яйца на пауков.